# Yusuf Yazıcı
Yusuf Yazıcı (Trabzon, 29 januari 1997) is een Turks voetballer die doorgaans speelt als middenvelder. In september 2024 tekende hij bij Olympiakos. Yazıcı maakte in 2017 zijn debuut in het Turks voetbalelftal.

## Clubcarrière
Yazıcı speelde in de jeugdopleiding van Trabzonspor, die hij volledig doorliep. Hij maakte zijn debuut in het eerste elftal op 7 februari 2016, op bezoek bij Akhisar Belediyespor. Door treffers van Douglão, Hugo Rodallega en Trabzonsporspeler Muhammet Demir won Akhisar met 2–1. Yazıcı begon als wisselspeler aan de wedstrijd en hij mocht van coach Hami Mandıralı in de zevenenzeventigste minuut invallen voor Musa Nizam. Op 8 mei 2016 speelde Trabzonspor thuis tegen Çaykur Rizespor en Yazıcı opende na elf minuten de score, wat zijn eerste officiële doelpunt betekende. Mehmet Ekici verdubbelde de voorsprong, nadat het voor rust 4–0 werd door twee treffers van Demir. Yazıcı tekende voor de vijfde treffer en Yusuf Erdoğan maakte er uiteindelijk 6–0 van.
In de zomer van 2019 maakte Yazıcı voor een bedrag van circa zeventienenhalf miljoen euro de overstap naar Lille, waar hij zijn handtekening zette onder een verbintenis voor de duur van vijf seizoenen. In zijn tweede seizoen kroonde de aanvallende middenvelder zich met Lille tot Frans landskampioen. Tijdens dit seizoen speelde hij in tweeëndertig van de achtendertig competitieduels mee en daarin maakte hij zeven doelpunten. In januari 2022 nam CSKA Moskou Yazıcı op huurbasis over voor het restant van het seizoen. Na zijn terugkeer speelde hij nog vier competitiewedstrijden voor Lille, voor zijn oude club Trabzonspor hem op huurbasis overnam.
Zijn contract bij Lille liep af in de zomer van 2024, waarop hij de club achter zich liet. Die zomer tekende hij lang bij geen enkele club. Even was hij zelfs met een waarde van tien miljoen euro de meest waardevolle clubloze speler ter wereld. Eind september van dat jaar tekende Yazıcı een contract van drie seizoenen bij Olympiakos. Zijn debuut maakte hij op 27 oktober 2024, toen op bezoek bij Asteras Tripolis met 1–0 verloren werd. Hij viel in de zeventigste minuut in en raakte in de blessuretijd zwaar geblesseerd, waarvan hij de rest van het seizoen moest revalideren.

## Clubstatistieken
| Seizoen | Club          | Competitie   | Competitie | Competitie | Beker | Beker | Internationaal | Internationaal | Totaal | Totaal |
| Seizoen | Club          | Competitie   | Wed.       | Dlp.       | Wed.  | Dlp.  | Wed.           | Dlp.           | Wed.   | Dlp.   |
| ------- | ------------- | ------------ | ---------- | ---------- | ----- | ----- | -------------- | -------------- | ------ | ------ |
| 2015/16 | Trabzonspor   | Süper Lig    | 6          | 2          | 3     | 0     | —              | —              | 9      | 2      |
| 2016/17 | Trabzonspor   | Süper Lig    | 18         | 4          | 4     | 2     | —              | —              | 22     | 6      |
| 2017/18 | Trabzonspor   | Süper Lig    | 33         | 10         | 2     | 0     | —              | —              | 35     | 10     |
| 2018/19 | Trabzonspor   | Süper Lig    | 30         | 4          | 4     | 0     | —              | —              | 34     | 4      |
| 2019/20 | Lille         | Ligue 1      | 18         | 1          | 1     | 0     | 6              | 0              | 25     | 1      |
| 2020/21 | Lille         | Ligue 1      | 32         | 7          | 2     | 0     | 8              | 7              | 42     | 14     |
| 2021/22 | Lille         | Ligue 1      | 15         | 1          | 3     | 0     | 5              | 0              | 23     | 1      |
| 2021/22 | → CSKA Moskou | Premjer-Liga | 10         | 8          | 2     | 0     | —              | —              | 12     | 8      |
| 2022/23 | Lille         | Ligue 1      | 4          | 1          | 0     | 0     | 0              | 0              | 4      | 1      |
| 2022/23 | → Trabzonspor | Süper Lig    | 13         | 3          | 1     | 2     | 6              | 0              | 20     | 5      |
| 2023/24 | Lille         | Ligue 1      | 27         | 5          | 3     | 2     | 12             | 5              | 42     | 12     |
| 2024/25 | Olympiakos    | Super League | 1          | 0          | 0     | 0     | 0              | 0              | 1      | 0      |
| Totaal  | Totaal        | Totaal       | 207        | 46         | 25    | 6     | 37             | 12             | 269    | 64     |

Bijgewerkt op 13 november 2024.

## Interlandcarrière
Yazıcı maakte zijn debuut in het Turks voetbalelftal op 11 juni 2017, toen met 1–4 gewonnen werd van Kosovo. Amir Rrahmani scoorde voor Kosovo en namens de bezoekers kwamen de namen van Volkan Şen, Cengiz Ünder, Burak Yılmaz en Ozan Tufan op het scorebord. Yazıcı moest van bondscoach Fatih Terim op de reservebank beginnen en hij viel na vierenzeventig minuten in voor Oğuzhan Özyakup. Zijn eerste doelpunt voor de nationale ploeg maakte Yazıcı tijdens zijn zestiende interland, op 10 september 2019 tegen Moldavië. Hij mocht van bondscoach Şenol Güneş tien minuten voor tijd invallen voor İrfan Can Kahveci. Op dat moment leidde Turkije door twee doelpunten van Cenk Tosun en een van Deniz Türüç. Acht minuten na zijn invalbeurt tekende Yazıcı voor de vierde en laatste treffer: 0–4. Yazıcı werd in juni 2021 door Güneş opgeroepen voor de Turkse selectie op het uitgestelde EK 2020. Op het toernooi werd Turkije uitgeschakeld in de groepsfase, na nederlagen tegen Italië (0–3), Wales (0–2) en Zwitserland (3–1). Yazıcı speelde tegen alle drie landen mee. Zijn toenmalige teamgenoten Zeki Çelik, Burak Yılmaz (beiden eveneens Turkije), Domagoj Bradarić (Kroatië), Mike Maignan (Frankrijk), José Fonte en Renato Sanches (beiden Portugal) waren ook actief op het EK.
In mei 2024 werd Yazıcı door bondscoach Vincenzo Montella opgenomen in de voorselectie van Turkije voor het EK 2024 in Duitsland. Op het toernooi overleefde Turkije de groepsfase na overwinningen op Georgië (3–1) en Tsjechië (1–2) en een nederlaag tegen Portugal (0–3), waarna Oostenrijk in de achtste finales met 1–2 verslagen werd. Het Turkse EK-avontuur eindigde in de kwartfinales tegen Nederland: 2–1. Yazıcı speelde in twee wedstrijden mee.
| Interlands van Yusuf Yazıcı voor Turkije | Interlands van Yusuf Yazıcı voor Turkije | Interlands van Yusuf Yazıcı voor Turkije | Interlands van Yusuf Yazıcı voor Turkije | Interlands van Yusuf Yazıcı voor Turkije | Interlands van Yusuf Yazıcı voor Turkije | Interlands van Yusuf Yazıcı voor Turkije |
| №                                        | Datum                                    | Wedstrijd                                | Uitslag                                  | Competitie                               | Goals                                    |                                          |
| Als speler bij Trabzonspor               | Als speler bij Trabzonspor               | Als speler bij Trabzonspor               | Als speler bij Trabzonspor               | Als speler bij Trabzonspor               | Als speler bij Trabzonspor               | Als speler bij Trabzonspor               |
| ---------------------------------------- | ---------------------------------------- | ---------------------------------------- | ---------------------------------------- | ---------------------------------------- | ---------------------------------------- | ---------------------------------------- |
| 1                                        | 11 juni 2017                             | Kosovo – Turkije                         | 1 – 4                                    | WK 2018 kwalificatie                     |                                          |                                          |
| 2                                        | 9 oktober 2017                           | Finland – Turkije                        | 2 – 2                                    | WK 2018 kwalificatie                     |                                          |                                          |
| 3                                        | 9 november 2017                          | Roemenië – Turkije                       | 2 – 0                                    | Vriendschappelijk                        |                                          |                                          |
| 4                                        | 13 november 2017                         | Turkije – Albanië                        | 2 – 3                                    | Vriendschappelijk                        |                                          |                                          |
| 5                                        | 23 maart 2018                            | Turkije – Ierland                        | 1 – 0                                    | Vriendschappelijk                        |                                          |                                          |
| 6                                        | 27 maart 2018                            | Montenegro – Turkije                     | 2 – 2                                    | Vriendschappelijk                        |                                          |                                          |
| 7                                        | 28 mei 2018                              | Turkije – Iran                           | 2 – 1                                    | Vriendschappelijk                        |                                          |                                          |
| 8                                        | 1 juni 2018                              | Tunesië – Turkije                        | 2 – 2                                    | Vriendschappelijk                        |                                          |                                          |
| 9                                        | 5 juni 2018                              | Rusland – Turkije                        | 1 – 1                                    | Vriendschappelijk                        |                                          |                                          |
| 10                                       | 7 september 2018                         | Turkije – Rusland                        | 1 – 2                                    | Nations League 2018/19                   |                                          |                                          |
| 11                                       | 25 maart 2019                            | Turkije – Moldavië                       | 4 – 0                                    | EK 2020 kwalificatie                     |                                          |                                          |
| 12                                       | 30 mei 2019                              | Turkije – Griekenland                    | 2 – 1                                    | Vriendschappelijk                        |                                          |                                          |
| 13                                       | 8 juni 2019                              | Turkije – Frankrijk                      | 2 – 0                                    | EK 2020 kwalificatie                     |                                          |                                          |
| 14                                       | 11 juni 2019                             | IJsland – Turkije                        | 2 – 1                                    | EK 2020 kwalificatie                     |                                          |                                          |
| Als speler bij Lille                     |                                          |                                          |                                          |                                          |                                          |                                          |
| 15                                       | 7 september 2019                         | Turkije – Andorra                        | 1 – 0                                    | EK 2020 kwalificatie                     |                                          |                                          |
| 16                                       | 10 september 2019                        | Moldavië – Turkije                       | 0 – 4                                    | EK 2020 kwalificatie                     | 88'                                      |                                          |
| 17                                       | 11 oktober 2019                          | Turkije – Albanië                        | 1 – 0                                    | EK 2020 kwalificatie                     |                                          |                                          |
| 18                                       | 14 november 2019                         | Turkije – IJsland                        | 0 – 0                                    | EK 2020 kwalificatie                     |                                          |                                          |
| 19                                       | 17 november 2019                         | Andorra – Turkije                        | 0 – 2                                    | EK 2020 kwalificatie                     |                                          |                                          |
| 20                                       | 3 september 2020                         | Turkije – Hongarije                      | 0 – 1                                    | Nations League 2020/21                   |                                          |                                          |
| 21                                       | 6 september 2020                         | Servië – Turkije                         | 0 – 0                                    | Nations League 2020/21                   |                                          |                                          |
| 22                                       | 7 oktober 2020                           | Duitsland – Turkije                      | 3 – 3                                    | Vriendschappelijk                        |                                          |                                          |
| 23                                       | 11 oktober 2020                          | Rusland – Turkije                        | 1 – 1                                    | Nations League 2020/21                   |                                          |                                          |
| 24                                       | 14 oktober 2020                          | Turkije – Servië                         | 2 – 2                                    | Nations League 2020/21                   |                                          |                                          |
| 25                                       | 11 november 2020                         | Turkije – Kroatië                        | 3 – 3                                    | Vriendschappelijk                        |                                          |                                          |
| 26                                       | 15 november 2020                         | Turkije – Rusland                        | 3 – 2                                    | Nations League 2020/21                   |                                          |                                          |
| 27                                       | 18 november 2020                         | Hongarije – Turkije                      | 2 – 0                                    | Nations League 2020/21                   |                                          |                                          |
| 28                                       | 24 maart 2021                            | Turkije – Nederland                      | 4 – 2                                    | WK 2022 kwalificatie                     |                                          |                                          |
| 29                                       | 27 maart 2021                            | Noorwegen – Turkije                      | 0 – 3                                    | WK 2022 kwalificatie                     |                                          |                                          |
| 30                                       | 30 maart 2021                            | Turkije – Letland                        | 3 – 3                                    | WK 2022 kwalificatie                     |                                          |                                          |
| 31                                       | 3 juni 2021                              | Turkije – Moldavië                       | 2 – 0                                    | Vriendschappelijk                        |                                          |                                          |
| 32                                       | 11 juni 2021                             | Turkije – Italië                         | 0 – 3                                    | EK 2020                                  |                                          |                                          |
| 33                                       | 16 juni 2021                             | Turkije – Wales                          | 0 – 2                                    | EK 2020                                  |                                          |                                          |
| 34                                       | 20 juni 2021                             | Zwitserland – Turkije                    | 3 – 1                                    | EK 2020                                  |                                          |                                          |
| 35                                       | 1 september 2021                         | Turkije – Montenegro                     | 2 – 2                                    | WK 2022 kwalificatie                     | 31'                                      |                                          |
| 36                                       | 4 september 2021                         | Gibraltar – Turkije                      | 0 – 3                                    | WK 2022 kwalificatie                     |                                          |                                          |
| 37                                       | 7 september 2021                         | Nederland – Turkije                      | 6 – 1                                    | WK 2022 kwalificatie                     |                                          |                                          |
| 38                                       | 8 oktober 2021                           | Turkije – Noorwegen                      | 1 – 1                                    | WK 2022 kwalificatie                     |                                          |                                          |
| Als speler bij CSKA Moskou               |                                          |                                          |                                          |                                          |                                          |                                          |
| 39                                       | 24 maart 2022                            | Portugal – Turkije                       | 3 – 1                                    | WK 2022 kwalificatie                     |                                          |                                          |
| Als speler bij Lille                     |                                          |                                          |                                          |                                          |                                          |                                          |
| 40                                       | 18 november 2023                         | Duitsland – Turkije                      | 2 – 3                                    | Vriendschappelijk                        |                                          |                                          |
| 41                                       | 21 november 2023                         | Wales – Turkije                          | 1 – 1                                    | EK 2024 kwalificatie                     | 70' (pen.)                               |                                          |
| 42                                       | 22 maart 2024                            | Hongarije – Turkije                      | 1 – 0                                    | Vriendschappelijk                        |                                          |                                          |
| 43                                       | 4 juni 2024                              | Italië – Turkije                         | 0 – 0                                    | Vriendschappelijk                        |                                          |                                          |
| 44                                       | 18 juni 2024                             | Turkije – Georgië                        | 3 – 1                                    | EK 2024                                  |                                          |                                          |
| 45                                       | 22 juni 2024                             | Turkije – Portugal                       | 0 – 3                                    | EK 2024                                  |                                          |                                          |

Bijgewerkt op 13 november 2024.

## Erelijst
| Competitie            |        |         |       |       |
| Competitie            | Aantal | Jaren   |       |       |
| Lille                 | Lille  | Lille   | Lille | Lille |
| --------------------- | ------ | ------- | ----- | ----- |
| Ligue 1               | 1      | 2020/21 |       |       |
| Trophée des Champions | 1      | 2021    |       |       |
| Olympiakos Piraeus    |        |         |       |       |
| Super League          | 1      | 2024/25 |       |       |